# Abbas Abad
Abbas Abad (em persa: عباس‌آباد) é um bairro de Teerã(pt-BR) ou Teerão(pt-PT?).

## Presença diplomática
Atualmente, as embaixadas da Austrália, Canadá, Índia, Indonésia, e Japão estão localizadas em Abbas Abad.